# Love, Peace & Nappiness
Albums de Lost Boyz
Legal Drug Money
(1996) LB IV Life
(1999)
Singles
1. Me and My Crazy World
Sortie : 2 mai 1997
2. What's Wrong
Sortie : 1997
3. Love, Peace & Nappiness
Sortie : 1997

Love, Peace & Nappiness est le deuxième album studio des Lost Boyz, sorti le 17 juin 1997.
L'album s'est classé 2e au Top R&B/Hip-Hop Albums et 9e au Billboard 200 et a été certifié disque d'or par la Recording Industry Association of America (RIAA) le 17 septembre 1997.

## Liste des titres
| No  | Titre                                                                                        | Contient un (des) sample(s) de                          | Durée |
| --- | -------------------------------------------------------------------------------------------- | ------------------------------------------------------- | ----- |
| 1.  | Intro (Produit par Bink Dawg et Charles Suitt)                                               |                                                         | 1:02  |
| 2.  | Summer Time (Produit par Tim Dawg et Terence Dudley)                                         |                                                         | 4:18  |
| 3.  | Me and My Crazy World (Produit par Ron G)                                                    | More Peas de Fred Wesley and The J.B.'s                 | 5:11  |
| 4.  | Beasts from the East (featuring A+, Canibus et Redman – Produit par Bink Dawg)               | One Loving Night de Bob James                           | 5:34  |
| 5.  | Love, Peace & Nappiness (featuring King Keiwanee et Da Blak Pharaoh – Produit par Mr. Sexxx) | Hey Young World de Slick Rick                           | 4:19  |
| 6.  | Black Hoodies (Interlude) (Produit par Charles Suitt)                                        |                                                         | 0:43  |
| 7.  | So Love (Produit par Ike Lee III Phatoons Inc.)                                              | Give Me d'I-Level                                       | 4:33  |
| 8.  | My Crew (featuring A+ et Canibus – Produit par Mr. Cheeks)                                   |                                                         | 5:03  |
| 9.  | What's Wrong (Produit par Tim Dawg et Terence Dudley)                                        | Betcha Wouldn't Hurt Me de Quincy Jones et Patti Austin | 3:40  |
| 10. | Certain Things We Do (Produit par Ron G)                                                     |                                                         | 4:31  |
| 11. | Games (featuring Lovebug Starski – Produit par Mr. Sexxx)                                    | Games People Play de Sweet G                            | 4:24  |
| 12. | Get Your Hustle On (Produit par Glenn S.O.N. Faide, DJ Rob Alphonse et Pito Jones)           |                                                         | 4:05  |
| 13. | Tight Situations (featuring Queens Most Wanted – Produit par Bink Dawg)                      |                                                         | 5:29  |
| 14. | Day 1 (Produit par Bink Dawg)                                                                |                                                         | 5:14  |
| 15. | Why (Produit par Glenn S.O.N. Faide et Charles Suitt)                                        |                                                         | 4:44  |
| 16. | From My Family to Yours (Dedication) (featuring Queens Most Wanted – Produit par Bink Dawg)  |                                                         | 5:06  |